# Changzhi
Changzhi (xinès: 长治) és una ciutat a nivell de prefectura al sud-est de la província de Shanxi, a la República Popular de la Xina. Limita amb les províncies de Hebei i Henan al nord-est i a l'est, respectivament. Històricament, la ciutat va ser una de les 36 àrees administratives existents sota el regnat de Qin Shi Huangdi, el primer emperador d'una Xina unificada.
La ciutat és un centre comercial, industrial i de transport en creixement a la zona sud-est de Shanxi. El 2011, el seu PIB va ocupar el primer lloc de les 11 ciutats a nivell de prefectura de la província. Segons l'últim cens del 2020, la ciutat era la llar de 3.180.884 habitants dels quals 1.214.940 vivien a la zona urbanitzada (o metropolitana) formada pels districtes de Luzhou i Shangdang. Els altres 2 districtes urbans Tunliu i Lucheng encara no estan aglomerats.

## Clima
Changzhi té un clima continental humit (Köppen Dwa) força sec, influenciat pel monsó,[6] amb hiverns freds i molt secs, i estius molt càlids i una mica humits. La temperatura mitjana mensual oscil·la entre -4,7 °C al gener i 22,5 °C al juliol, i la mitjana anual és de 9,89 °C. Degut a la influència del monsó d'Àsia oriental, la majoria dels 547 mil·límetres anuals de precipitació es produeixen de juny a agost.